# Алатский спиртзавод
Алатский спиртзавод (тат. Алат спиртзаводы) — село в Высокогорском районе Республики Татарстан Российской Федерации. Входит в состав Алан-Бексерского сельского поселения.

## География
Село расположено на реке Ашит, в 36 километрах к северо-западу от железнодорожной станции Высокая Гора. 

## История
Село основано в 1898-1900 годах промышленником Булыгиным. 
До 1920 года входило в Алатскую волость Казанского уезда Казанской губернии. С 1920 года в составе Арского кантона ТАССР. С 10 августа 1930 года в Дубъязском, с 1 февраля 1963 года в Зеленодольском, с 12 января 1965 года в Высокогорском районах.

## Население
| 1938 | 1949 | 1958 | 1970 | 1989 | 2000 | 2010 |
| ---- | ---- | ---- | ---- | ---- | ---- | ---- |
| 594  | 816  | 837  | 465  | 168  | 113  | 106  |